# Guaimas

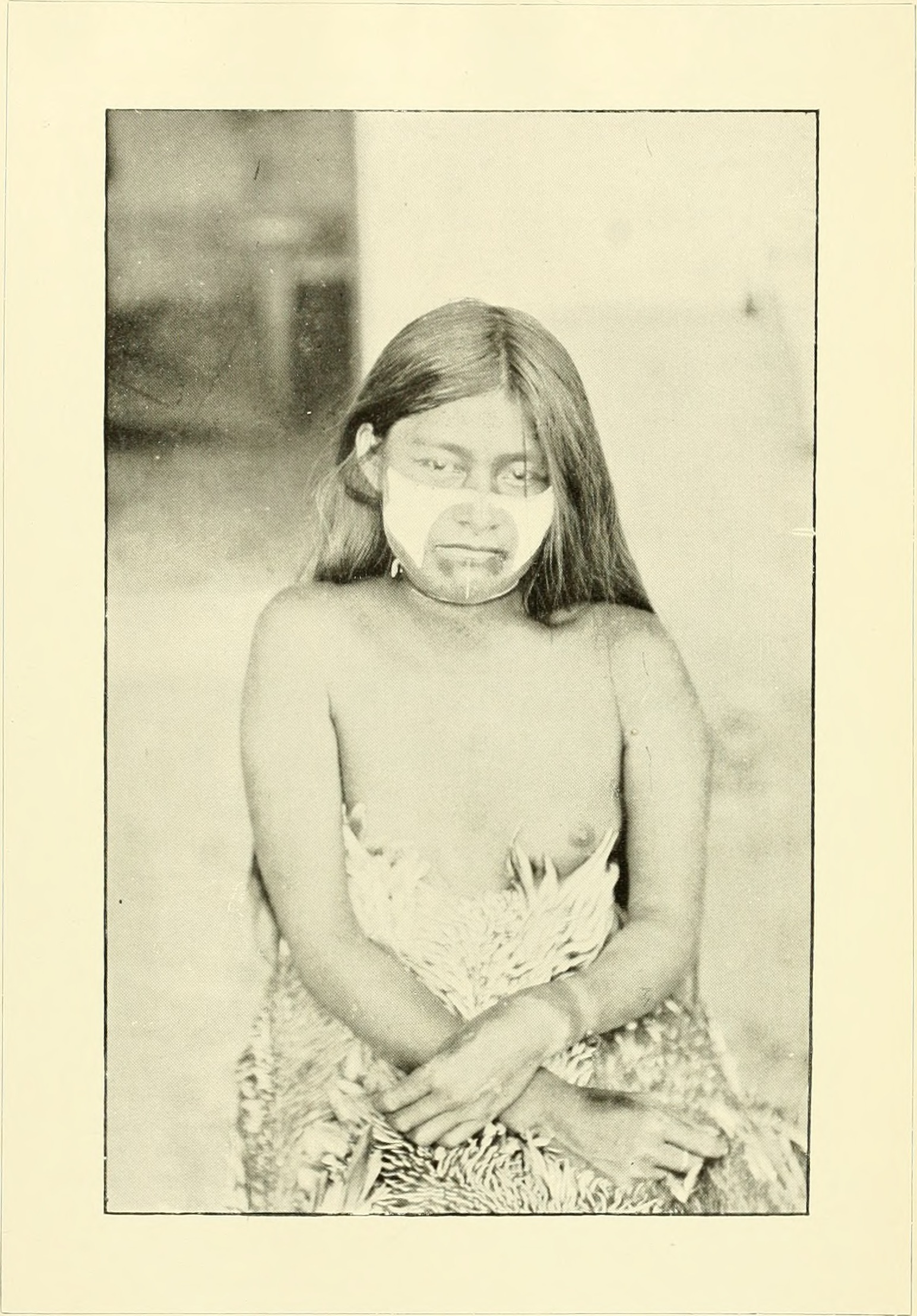
Chica Seri con Piel de Pelicano.

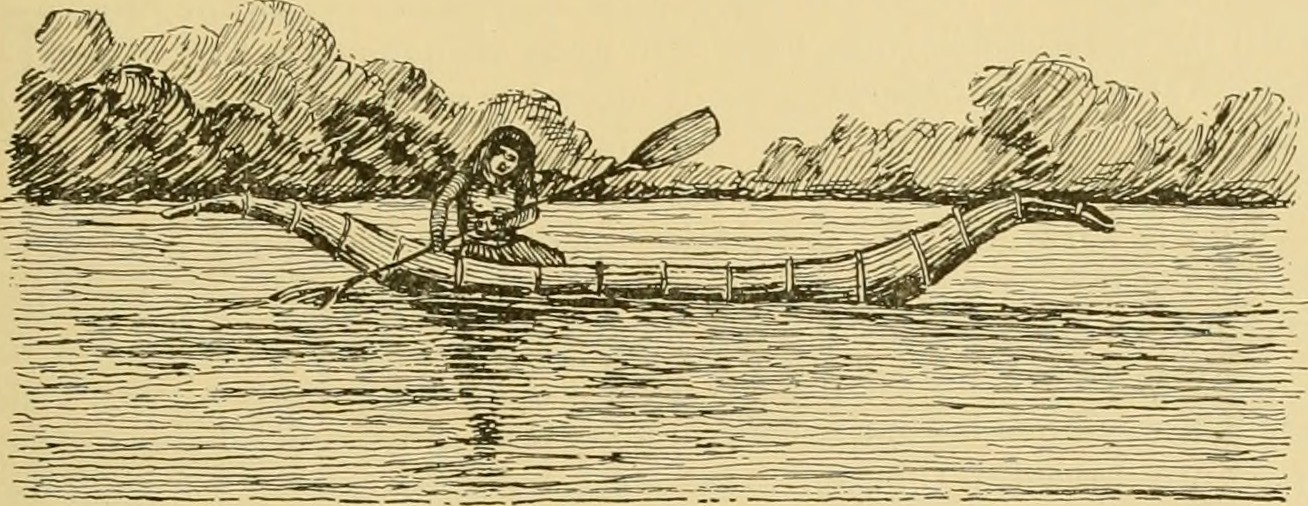
Balsa Seri.

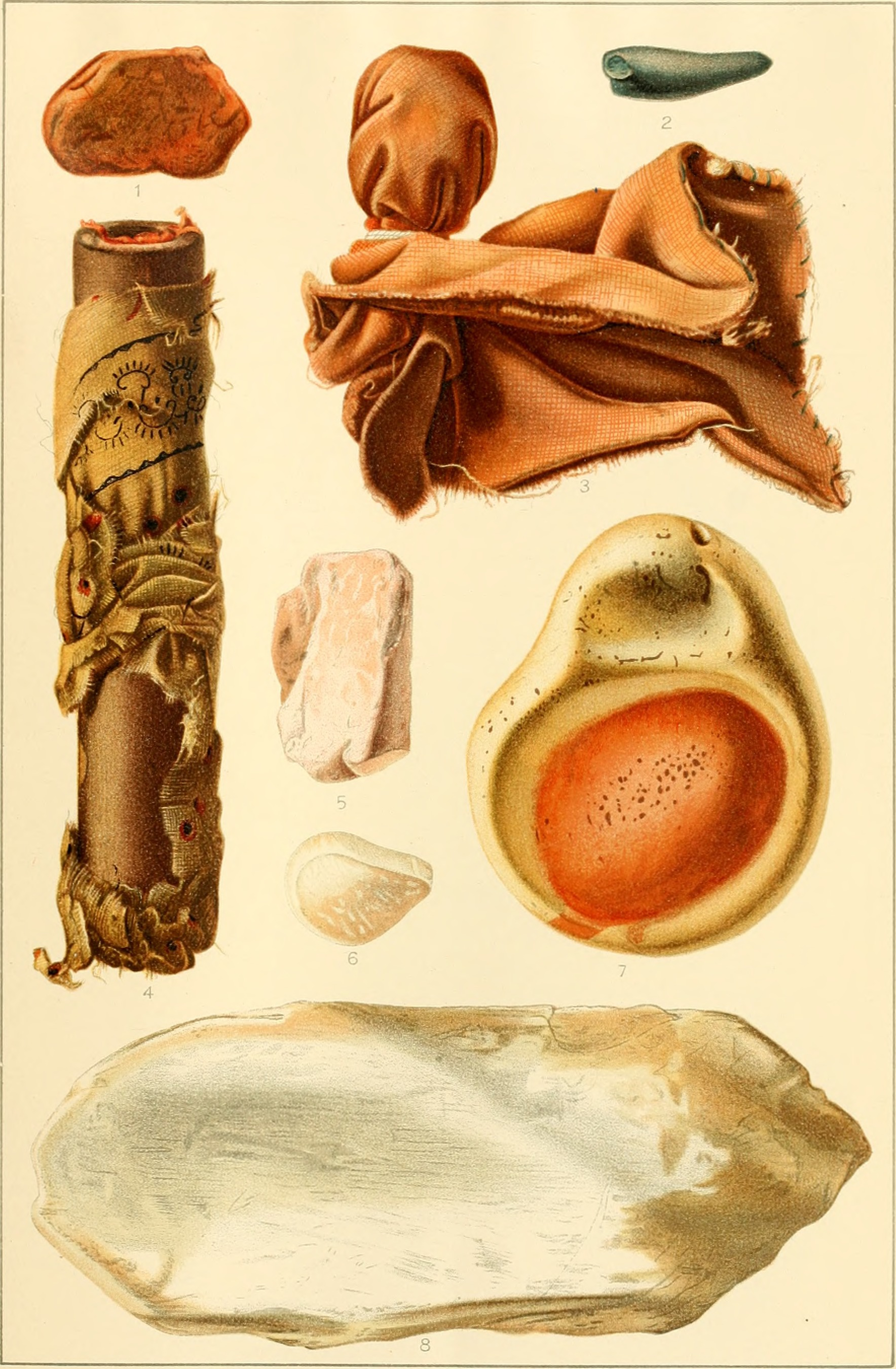
Utensilios utilizados por los indígenas Seri.

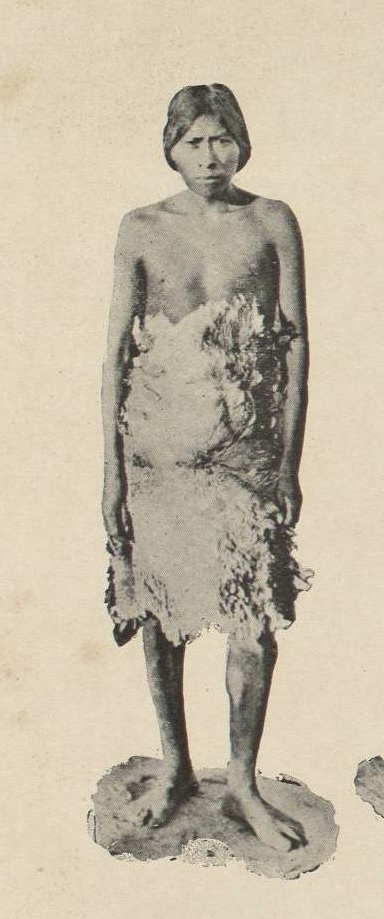
Indio Seri con piel de Pelícano

Los Guaimas —nombrados por diversos historiadores también como Guaymas, Uayemas, Gueimas, Baymas o Guaymi— fue un pueblo perteneciente a la etnia seri, que habitó, junto con los Upanguaymas, el territorio mexicano del municipio de Guaymas, del que tomó su nombre.
«Guaimas», en idioma Cahíta, significaría "Tirar flechas a la cabeza".
Se sabe que eran cazadores recolectores de la misma raza que los  comcaac [koŋˈkɑːk]; singular: cmiique [ˈkw̃ĩːkːɛ]) o Seris. Seguramente iban a buscar alimentos como almejas, ostiones, pescado y animales de cacería.
Vestían con pieles de pelícano, y muy posiblemente adornaban sus cuerpos con pinturas a la usanza de los Seris.

## Territorio
Su territorio se extendía desde la playa el Cochórit, en el municipio de Empalme, hasta el norte de la cabecera municipal del municipio de Guaymas, compartiendo al oeste con los Upanguaymas (Jupangueimas, Opanguaimas, Huopinguaymas), alrededor del Estero del Soldado en San Carlos Nuevo Guaymas, donde se han encontrado, puntas de flechas y hachas del periodo.

## Idioma
Poco se sabe de la lengua que hablaban, pero al parecer fue una variante del Seri, desgraciadamente pocos son los registros que se tiene de ella, y la mayoría de la información se sabe por segunda mano, la cual  indica que había tres idiomas cotidianos en las misiones, el seri, el pima y el yaqui, y que los upanguaymas y guaimas, hablaban el mismo dialecto, así mismo se señala en varias fuentes (de segunda mano) que el dialecto guaima y el seri es el mismo, en referencia a esto último se da un extracto de la información que se tiene de su lengua.
("Poco es la distinción que hay entre Seris y upanguaima, . . . y unos y otros casi hablan un mismo idioma").
"the existence of two diverse languages at the mission of Belen—that of the Guaimas and that of the Pimas Bajos"; and second, that "the Guaimas and the Seri are the same".'
“La existencia de dos lenguas diferentes en la misión de Belén –la de los pimas bajos y los Guaimas”; y la segunda “los guaima y los Seris son lo mismo”.

Desgraciadamente el primer estudio real de la lengua no se hizo hasta que John Eussell Bartlett, el 31 de diciembre de 1851 visitó la etnia Seri, y al parecer los pocos guaimas ya estaban muy mezclados con las demás etnias, sobre todo la pima y yaqui.

## Disputas
Los Guaimas y los Upanguaimas, tenían serias disputas con los Seris, a pesar de estar emparentados, los conflictos entre ellos al parecer fueron varios, se sabe a ciencia cierta que la misión de san José de la Laguna, fue atacada por bandas de Seris varias veces y que los Guaimas y los Upanguaimas, así como los demás indígenas pimas y yaquis, tuvieron que refugiarse en la misión llamada Belén, en donde poco a poco los grupos se mezclaron.

## Extinción
En el año 1742 aparecen pacificados: Seris, guaimas, upanguaimas y pimas bajos; de 1746 queda una relación, de Jacobo Sedelmair, con datos etnográficos.
Los Guaimas desaparecieron como grupo aproximadamente en el siglo XIX los últimos guaimas se fueron mezclando con yaquis y pimas, y desaparecieron como grupo étnico pero permaneció su nombre en el de San José de Guaymas y el de San Fernando de Guaymas.
Según Edward W. Moser, en un artículo publicado en 1963, en donde se describe un estudio de la etnia seri, clasifica esta en 5 bandas y describe la banda “V” de la siguiente manera:
Banda V. xnaa motat ‘los que vinieron del sur’
Los seris creen que la Banda V vino originalmente de algún lugar situado al sur de Guaymas.
Es posible que esta banda haya sido el grupo llamado upanguayma en la literatura, como su nombre lo implica. 
Los de la Banda V entraron en contacto con los de la Banda II, y ambas bandas vivieron juntas por algún tiempo. Hasta ahora no he podido verificar con certeza si la Banda V era o no era seri. Puesto que ningún informante sugiere que este grupo hablara otra lengua distinta a la seri, parece razonable creer que los de la Banda V constituyeron simplemente un grupo que hablaba un dialecto distinto.
Los xnaa motat era un pueblo guerrero y después de luchar con los de la Banda II, se dirigieron hacia el norte. Finalmente se establecieron sobre la franja relativamente pequeña que se encuentra al oriente de Punta Tepopa.
Por lo que no es descabellado decir que un grupo mezcla de guaimas, upanguimas yaquis y pimas, haya sobrevivido aunque por un pequeño periodo de tiempo ya que se ha dicho que los de la Banda V tuvieron guerras con los de la Banda II y entonces con los de la Banda I. 
Como la Banda V se dedicó evidentemente a robar ganado, posiblemente fue hostilizada también por los ataques de los soldados. 
Finalmente, la Banda V abandonó su territorio cerca de Punta Tepopa y se encaminó hacia el sur a lo largo de la costa para levantar su campamento cerca de lo que hoy día es Bahía Kino. De este campamento desapareció el grupo entero y nunca más fue visto por los demás seris. 
Se cree, entre los seris de nuestros días que la Banda V se internó tierra adentro o fue totalmente destruida por factores no-seris.